# Maharashtra Open
Maharashtra Open (cunoscut sub numele de Tata Open Maharashtra din motive de sponsorizare) este un turneu profesionist de tenis masculin jucat pe terenuri cu suprafețe dure în aer liber, în Pune, India. Face parte din seria ATP Tour 250 din ATP Tour.

## Rezultate

### Simplu
| An            | Campion                                | Finalist                               | Scor                                   |
| ↓ New Delhi ↓ | ↓ New Delhi ↓                          | ↓ New Delhi ↓                          | ↓ New Delhi ↓                          |
| ------------- | -------------------------------------- | -------------------------------------- | -------------------------------------- |
| 1996          | Thomas Enqvist                         | Byron Black                            | 6–2, 7–6(7–3)                          |
| ↓ Chennai ↓   |                                        |                                        |                                        |
| 1997          | Mikael Tillström                       | Alex Rădulescu                         | 6–4, 4–6, 7–5                          |
| 1998          | Patrick Rafter                         | Mikael Tillström                       | 6–3, 6–4                               |
| 1999          | Byron Black                            | Rainer Schüttler                       | 6–4, 1–6, 6–3                          |
| 2000          | Jérôme Golmard                         | Markus Hantschk                        | 6–3, 6–7(6–8), 6–3                     |
| 2001          | Michal Tabara                          | Andrei Stoliarov                       | 6–2, 7–6(7–4)                          |
| 2002          | Guillermo Cañas                        | Paradorn Srichaphan                    | 6–4, 7–6(7–2)                          |
| 2003          | Paradorn Srichaphan                    | Karol Kučera                           | 6–3, 6–1                               |
| 2004          | Carlos Moyá                            | Paradorn Srichaphan                    | 6–4, 3–6, 7–6(7–5)                     |
| 2005          | Carlos Moyá (2)                        | Paradorn Srichaphan                    | 3–6, 6–4, 7–6(7–5)                     |
| 2006          | Ivan Ljubičić                          | Carlos Moyá                            | 7–6(8–6), 6–2                          |
| 2007          | Xavier Malisse                         | Stefan Koubek                          | 6–1, 6–3                               |
| 2008          | Mikhail Youzhny                        | Rafael Nadal                           | 6–0, 6–1                               |
| 2009          | Marin Čilić                            | Somdev Devvarman                       | 6–4, 7–6(7–3)                          |
| 2010          | Marin Čilić (2)                        | Stan Wawrinka                          | 7–6(7–2), 7–6(7–3)                     |
| 2011          | Stan Wawrinka                          | Xavier Malisse                         | 7–5, 4–6, 6–1                          |
| 2012          | Milos Raonic                           | Janko Tipsarević                       | 6–7(4–7), 7–6(7–4), 7–6(7–4)           |
| 2013          | Janko Tipsarević                       | Roberto Bautista Agut                  | 3–6, 6–1, 6–3                          |
| 2014          | Stan Wawrinka (2)                      | Édouard Roger-Vasselin                 | 7–5, 6–2                               |
| 2015          | Stan Wawrinka (3)                      | Aljaž Bedene                           | 6–3, 6–4                               |
| 2016          | Stan Wawrinka (4)                      | Borna Ćorić                            | 6–3, 7–5                               |
| 2017          | Roberto Bautista Agut                  | Daniil Medvedev                        | 6–3, 6–4                               |
| ↓ Pune ↓      |                                        |                                        |                                        |
| 2018          | Gilles Simon                           | Kevin Anderson                         | 7–6(7–4), 6–2                          |
| 2019          | Kevin Anderson                         | Ivo Karlović                           | 7–6(7–4), 6–7(2–7), 7–6(7–5)           |
| 2020          | Jiří Veselý                            | Egor Gerasimov                         | 7–6(7–2), 5–7, 6–3                     |
| 2021          | Anulat din cauza pandemiei de COVID-19 | Anulat din cauza pandemiei de COVID-19 | Anulat din cauza pandemiei de COVID-19 |
| 2022          | João Sousa                             | Emil Ruusuvuori                        | 7–6(11–9), 4–6, 6–1                    |
| 2023          | Tallon Griekspoor                      | Benjamin Bonzi                         | 4–6, 7–5, 6–3                          |

### Dublu
| An            | Campioni                               | Finaliști                              | Scor                                   |
| ↓ New Delhi ↓ | ↓ New Delhi ↓                          | ↓ New Delhi ↓                          | ↓ New Delhi ↓                          |
| ------------- | -------------------------------------- | -------------------------------------- | -------------------------------------- |
| 1996          | Jonas Björkman Nicklas Kulti           | Byron Black Sandon Stolle              | 4–6, 6–4, 6–4                          |
| ↓ Chennai ↓   |                                        |                                        |                                        |
| 1997          | Mahesh Bhupathi Leander Paes           | Oleg Ogorodov Eyal Ran                 | 7–6, 7–5                               |
| 1998          | Mahesh Bhupathi (2) Leander Paes (2)   | Olivier Delaître Max Mirnyi            | 6–7, 6–3, 6–2                          |
| 1999          | Mahesh Bhupathi (3) Leander Paes (3)   | Wayne Black Neville Godwin             | 4–6, 7–5, 6–4                          |
| 2000          | Julien Boutter Christophe Rochus       | Saurav Panja Prahlad Srinath           | 7–5, 6–1                               |
| 2001          | Byron Black Wayne Black                | Barry Cowan Mosé Navarra               | 6–3, 6–4                               |
| 2002          | Mahesh Bhupathi (4) Leander Paes (4)   | Tomáš Cibulec Ota Fukárek              | 5–7, 6–2, 7–5                          |
| 2003          | Julian Knowle Michael Kohlmann         | František Čermák Leoš Friedl           | 7–6(7–1), 7–6(7–3)                     |
| 2004          | Rafael Nadal Tommy Robredo             | Jonathan Erlich Andy Ram               | 7–6(7–3), 4–6, 6–3                     |
| 2005          | Lu Yen-hsun Rainer Schüttler           | Mahesh Bhupathi Jonas Björkman         | 7–5, 4–6, 7–6(7–4)                     |
| 2006          | Michal Mertiňák Petr Pála              | Prakash Amritraj Rohan Bopanna         | 6–2, 7–5                               |
| 2007          | Xavier Malisse Dick Norman             | Rafael Nadal Bartolomé Salvá-Vidal     | 7–6(7–4), 7–6(7–4)                     |
| 2008          | Sanchai Ratiwatana Sonchat Ratiwatana  | Marcos Baghdatis Marc Gicquel          | 6–4, 7–5                               |
| 2009          | Eric Butorac Rajeev Ram                | Jean-Claude Scherrer Stan Wawrinka     | 6–3, 6–4                               |
| 2010          | Marcel Granollers Santiago Ventura     | Lu Yen-hsun Janko Tipsarević           | 7–5, 6–2                               |
| 2011          | Mahesh Bhupathi (5) Leander Paes (5)   | Robin Haase David Martin               | 6–2, 6–7(3–7), [10–7]                  |
| 2012          | Leander Paes (6) Janko Tipsarević      | Jonathan Erlich Andy Ram               | 6–4, 6–4                               |
| 2013          | Benoît Paire Stanislas Wawrinka        | Andre Begemann Martin Emmrich          | 6–2, 6–1                               |
| 2014          | Johan Brunström Frederik Nielsen       | Marin Draganja Mate Pavić              | 6–2, 4–6, [10–7]                       |
| 2015          | Lu Yen-hsun (2) Jonathan Marray        | Raven Klaasen Leander Paes             | 6–3, 7–6(7–4)                          |
| 2016          | Oliver Marach Fabrice Martin           | Austin Krajicek Benoît Paire           | 6–3, 7–5                               |
| 2017          | Rohan Bopanna Jeevan Nedunchezhiyan    | Purav Raja Divij Sharan                | 6–3, 6–4                               |
| ↓ Pune ↓      |                                        |                                        |                                        |
| 2018          | Robin Haase Matwé Middelkoop           | Pierre-Hugues Herbert Gilles Simon     | 7–6(7–5), 7–6(7–5)                     |
| 2019          | Rohan Bopanna (2) Divij Sharan         | Luke Bambridge Jonny O'Mara            | 6–3, 6–4                               |
| 2020          | André Göransson Christopher Rungkat    | Jonathan Erlich Andrei Vasilevski      | 6–2, 3–6, [10–8]                       |
| 2021          | Anulat din cauza pandemiei de COVID-19 | Anulat din cauza pandemiei de COVID-19 | Anulat din cauza pandemiei de COVID-19 |
| 2022          | Rohan Bopanna (3) Ramkumar Ramanathan  | Luke Saville John-Patrick Smith        | 6–7(10–12), 6–3, [10–6]                |
| 2023          | Sander Gillé Joran Vliegen             | Sriram Balaji Jeevan Nedunchezhiyan    | 6–4, 6–4                               |